# Vexillum radix
Vexillum radix är en snäckart. Vexillum radix ingår i släktet Vexillum och familjen Costellariidae. Inga underarter finns listade i Catalogue of Life.